# هدر نورث
هِدِر نورث (به انگلیسی: Heather North؛ ‏۱۳ دسامبر ۱۹۴۵ – ۲۹ نوامبر ۲۰۱۷) بازیگر اهل ایالات متحده آمریکا بود. وی بین سال‌های ۱۹۵۷ تا ۲۰۰۳ میلادی فعالیت می‌کرد.

## فیلم‌شناسی
از جمله فیلم‌هایی که وی در آن‌ها نقش داشته‌است، می‌توان به جانی براوو، فیلم‌های جدید اسکوبی دو، روزهای زندگی ما، مانکیز، فراری، میمون زرنگ و آقای نواک اشاره کرد.

## مرگ
هدر نورث در ۲۹ نوامبر ۲۰۱۷، در سن ۷۱ سالگی بر اثر ایست قلبی در استودیو سیتی، لس آنجلس درگذشت.